# José Manuel Blecua Teijeiro
José Manuel Blecua Teijeiro (Alcolea de Cinca, Huesca, 10 de enero de 1913-Barcelona, 8 de marzo de 2003) fue un filólogo español, catedrático de Literatura Española de la Universidad de Barcelona y académico de honor de la Real Academia Española, padre de los también filólogos José Manuel Blecua Perdices, miembro de la Real Academia Española, y Alberto Blecua.

## Biografía
Blecua hizo el bachillerato en el colegio Santo Tomás de Aquino de Zaragoza, dirigido por Miguel Labordeta (padre del cantautor, poeta y político José Antonio Labordeta y de su hermano Miguel Labordeta). En la Universidad de Zaragoza cursó Derecho y Filosofía y Letras al mismo tiempo y se licenció en ambas con premio extraordinario. Aprobó las oposiciones a profesor de instituto, labor que desempeñó hasta que tomó posesión de la Cátedra de Historia de la lengua y la literatura españolas en la Universidad de Barcelona en 1959. Su nombre se encuentra, junto a los de Eugenio Frutos Cortés, Gustavo Hurtado Muro, Samuel Gili Gaya, Gerardo Diego,  en el escalafón depurado en el Boletín Oficial del Estado del 1 de marzo de 1940 (páginas 1530/33), en el que se procede a la "corrida de escalas en el Escalafón de Catedráticos de Institutos* después de la Guerra Civil (órdenes de 14 y 23 de febrero de 1940). Primero en 1935 fue destinado al Instituto de Cuevas de Almanzora (Almería) hasta la guerra civil en que se le movilizó. En el Boletín Oficial del Estado de 16 de agosto de 1939 se le confirma como catedrático en el Instituto de Haro (Logroño). Estuvo breve tiempo en el Núñez de Arce  de Valladolid, y luego en el Instituto Goya de Zaragoza, donde dio clases a discípulos tan destacados posteriormente como Félix Monge, Manuel Alvar y Tomás Buesa entre otros. En 1959 se trasladó a la Universidad de Barcelona, donde fue uno de los creadores del Instituto de Filología Española y siguió investigando sobre Jorge Guillén y el infante Don Juan Manuel, y realizó una tesis doctoral sobre El cancionero de 1628.
Blecua se especializó en poesía y literatura del Siglo de Oro, sobre la que publicó numerosos libros, y realizó una monumental edición crítica de la Poesía de Francisco de Quevedo. También realizó una Antología de la Poesía Española del Renacimiento.
En 1993 le fue otorgado el VII Premio Internacional Menéndez Pelayo. En Zaragoza se construyó un Instituto que lleva su nombre, emplazado en el barrio de La Paz.

## Obras
- Los pájaros en la poesía española, 1943.
- Las flores en la poesía española, 1944.
- Preceptiva literaria y nociones de gramática histórica, Zaragoza: Aula, 1944.
- Historia general de la literatura, Zaragoza: Librería General, 1944.
- El mar en la poesía española, 1945.
- Lengua española, Zaragoza: Librería General, 1959.
- Los géneros literarios y su historia, Zaragoza: Librería General, 1961.
- Historia y textos de la literatura española, Zaragoza: Librería General, 1963.
- Sobre poesía de la Edad de Oro: ensayos y notas eruditas, Madrid: Gredos, 1970.
- Sobre el rigor poético en España y otros ensayos, Barcelona: Ariel, 1977.
- La vida como discurso: temas aragoneses y otros estudios, Zaragoza: Heraldo de Aragón, 1981.
- Homenajes y otras labores, Zaragoza: Institución Fernando el Católico, 1990.

Ediciones al cuidado de José Manuel Blecua Teijeiro:
- Lope de Vega, El caballero de Olmedo, Zaragoza: Ebro, 1941.
- Juan de Mena, El laberinto de Fortuna, o las Trescientas, Madrid: Espasa-Calpe, 1943.
- Luis de Góngora, Poesía, Zaragoza: Ebro, 1944. 2.ª ed.
- Luis Quiñones de Benavente, Entremeses, Zaragoza: Ebro, 1945.
- Fernán Pérez de Guzmán. Fernando del Pulgar, Generaciones y semblanzas. Claros varones, Zaragoza: Ebro, 1945. 2.ª ed.
- Cancionero de 1628: edición y estudio del cancionero 250-2 de la Biblioteca Universitaria de Zaragoza, Madrid: Revista de Filología Española, 1945 (anejo 32).
- Escritores costumbristas, Zaragoza: Ebro, 1946.
- Fernando de Herrera, Rimas inéditas, Madrid: CSIC, Institución Antonio de Nebrija, 1948.
- Lupercio y Bartolomé Leonardo de Argensola, Rimas, Zaragoza: Institución Fernando el Católico, 1950-1951.
- Don Juan Manuel, Libro infinido. Tractado de la Asunción, Zaragoza: Universidad de Granada, 1952.
- Juan de Chen, Laberinto amoroso de los mejores romances que hasta agora han salido a luz, Madrid: Castalia, 1953.
- Francisco de Quevedo, Lágrimas de Hieremías castellanas, Madrid: CSIC, 1953 (con Edward M. Wilson).
- Lope de Vega, La Dorotea, Madrid: Universidad de Puerto Rico, Revista de Occidente, 1955.
- Antología de la poesía española: lírica de tipo tradicional Madrid: Gredos, 1956 (con Dámaso Alonso).
- Poesía romántica: antología, Zaragoza: Ebro, 1956. 4.ª ed.
- Floresta de lírica española Madrid: Gredos, 1957.
- Lope de Vega, Peribáñez y el comendador de Ocaña, Zaragoza: Ebro, 1959. 5.ª ed.
- Luis de Góngora, Fábula de Polifemo y otros poemas, Zaragoza: Aula, 1960.
- Baltasar Gracián, El Criticón, Zaragoza: Ebro, 1960. 3.ª ed.
- Francisco de Quevedo, Poesía original completa, Barcelona: Planeta, 1963.
- Francisco de Quevedo, Obra poética, Madrid: Castalia, 1969-1971.
- Lope de Vega, Obras poéticas, Barcelona: Planeta, 1969.
- Jorge Guillén, Cántico: 1936, Barcelona: Labor, 1970.
- Francisco de Quevedo, Poemas satíricos y burlescos, Barcelona: Llibres de Sinera, 1970.
- Don Juan Manuel, El conde Lucanor, Madrid: Castalia, 1971.
- Francisco de Quevedo, Poemas escogidos, Madrid: Castalia, 1972.
- Fernando de Herrera, Obra poética, Madrid: Real Academia Española, 1975.
- Lope de Vega, Lírica, Madrid: Castalia, 1981.
- Don Juan Manuel, Obras completas, Madrid: Gredos, 1981-1983.
- Poesía de la Edad de Oro, Madrid: Castalia, 1982.
- Don Juan Manuel, El conde Lucanor. Crónica abreviada, Madrid: Gredos, 1983.
- Lope de Vega, Antología poética, Barcelona: Planeta, 1984.
- Luis de León, Poesía completa, Madrid: Gredos, 1990.
- Luis de León, Cantar de los Cantares de Salomón, Madrid: Gredos, 1994.